# Deià
Die Kleinstadt Deià ist der Verwaltungssitz der gleichnamigen Gemeinde auf der Balearen-Insel Mallorca. Ihre pittoreske Hügellage mit gepflegtem Ortsbild aus Bruchsteinmauerwerk und nicht zuletzt die guten Einkehrmöglichkeiten und inhabergeführten Boutiquen machen den Ort im Sommerhalbjahr zu einem der beliebtesten Ausflugsziele Mallorcas. Mit drei Luxushotels ist Deià zugleich eine Ferienadresse für den gehobenen Tourismus.

## Lage und Landschaft
Das Gemeindegebiet liegt an der Nordwestseite des Tramuntanagebirges, dessen Flanken teils steil zum Meer abfallen. Die Gemeinde hat eine Fläche von 15,12 km², sie grenzt an die Gemeinden von Sóller, Bunyola, Valldemossa sowie ans Meer. Der etwa fünf Kilometer lange felsige Küstenstrich  erlaubt nur wenige Zugänge ans Wasser. Der Hauptort Deià wird im Süden von den Gipfeln Es Caragolí (945 Meter) und Puig Gros (938 Meter) überragt, im Südosten von Puig des Teix (1064 Meter) und Puig des Vent (1005 Meter). Die von Wildbächen durchzogenen terrassierten Hänge rund um den Ort sind mit Olivenhainen und Obstkulturen besetzt. Zum Meer hin gibt es lichte Kiefernwälder, in den oberen Hanglagen dominiert ein dichter Gürtel aus Steineichen.

## Orte der Gemeinde
Zur Gemeinde Deià gehören folgende Orte:
- Deià (519 / 674 Einwohner)
- Llucalcari (11 / 13  Einwohner)
- Sa Cala (2 / 5 Einwohner)
- S’Empeltada (27 / 28 Einwohner)
- Ses Coves (11 / 16 Einwohner)
- Son Coll (3 / 20 Einwohner)

Die Einwohnerzahlen in Klammern stammen vom 1. Januar 2008; die erste Zahl gibt die Einwohner der geschlossenen Ortschaften an, die zweite die Einwohner der Orte einschließlich der hinzuzurechnenden Bevölkerung außerhalb der Siedlungen. (Quelle: INE) Im Jahr 2006 betrug der Ausländeranteil 36,7 % (260), der Anteil deutscher Einwohner 9,3 % (66). 717 Einwohner (Stand: 2024) leben in der Gemeinde Deià.

## Geschichte
Der Ortsname Deià wird in der Chronik von Valldemossa im Jahr 1583 erstmals erwähnt. Der Name soll aus dem Arabischen ضيعة / ḍaiʿa („Feld“ oder „Dorf“) kommen. Die Einwohner errichteten zwischen dem 16. und 17. Jahrhundert ein Netz von Wachtürmen, um sich gegen Piratenangriffe zu verteidigen. Ende des 18. Jahrhunderts kam es durch starke Abwanderungen nach Frankreich infolge der Agrarkrise zu einem Bevölkerungsrückgang, viele kehrten Anfang des 20. Jahrhunderts zurück. Zwischen diesen ersten Jahren um 1900 und den sechziger Jahren war neben der Landwirtschaft der Schmuggel ein einträgliches Geschäft.
Seit den 1980er Jahren ist der Tourismus der hauptsächliche Wirtschaftsfaktor. Neben luxuriösen Hotels und für touristische Zwecke umgebauten ehemaligen Land- und Herrenhäusern profitierte davon auch die lokale Gastronomie und das Baugewerbe.

## Ortsbild
Die Kleinstadt lässt sich in drei Zonen einteilen: die obere (es Puig, von der Kirche und dem Friedhof gekrönt), die mittlere (parallel zur Straße Valldemossa–Sóller) und die untere (es Clot, Kern des ursprünglichen Dorfes). Jenseits der in der Saison viel frequentierten Durchgangsstraße, dem nach Erzherzog Ludwig Salvator benannten Carrer Arxiduc Lluís Salvador, erschließen überwiegend autofreie gepflasterte Gassen die Ortsteile.

## „Künstlerdorf Mallorcas“

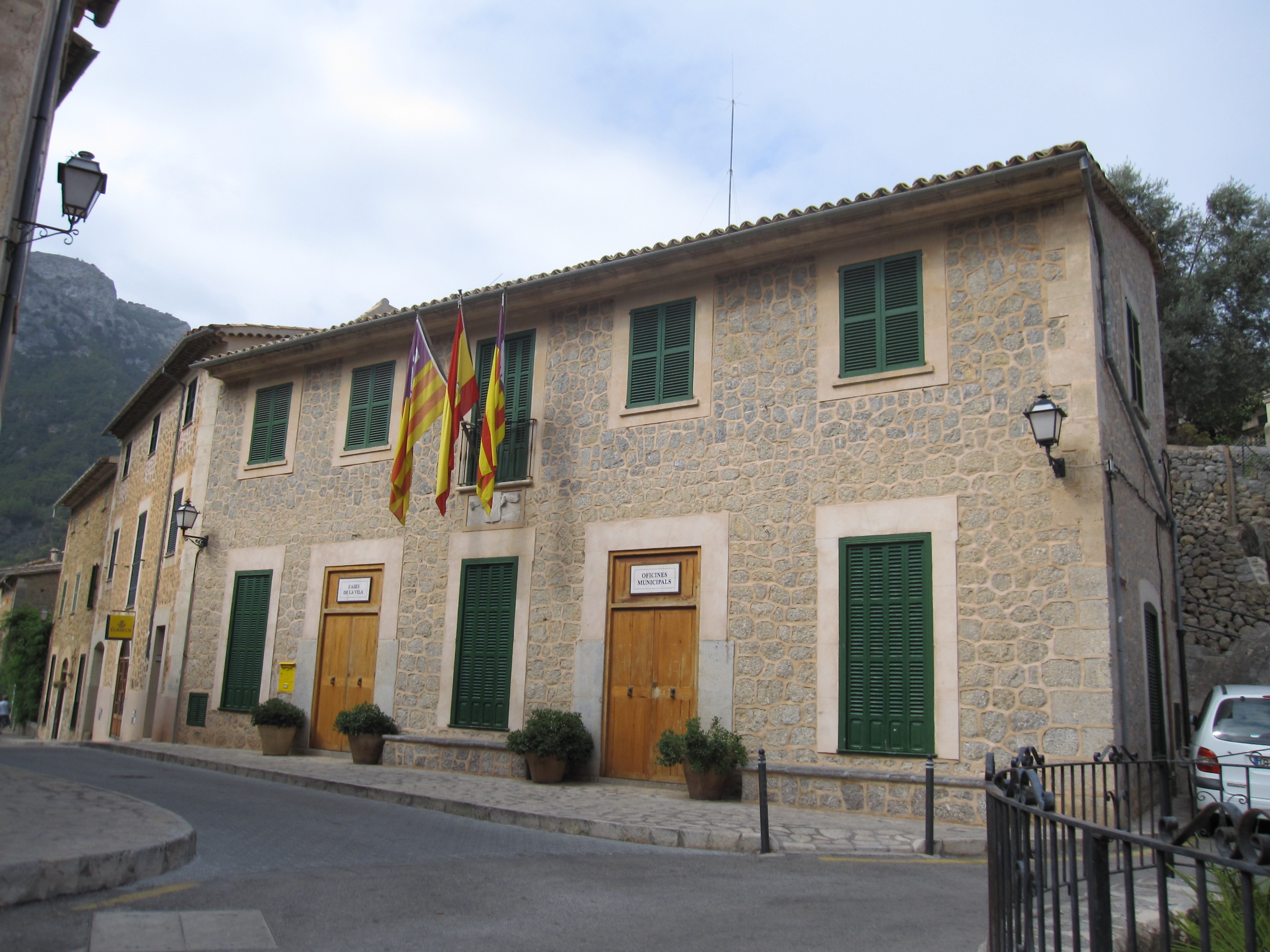
Rathaus von Deià

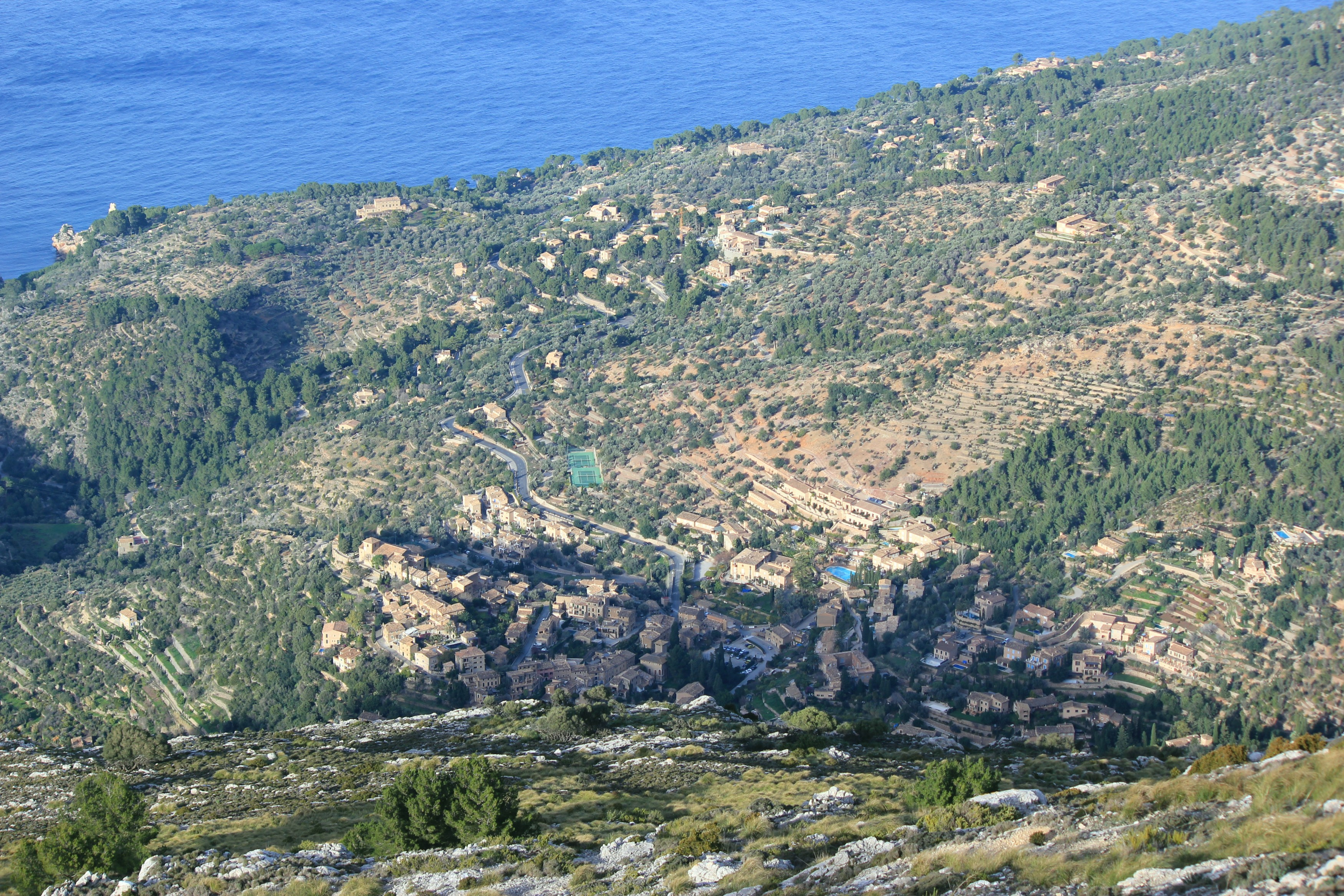
Blick vom Puig Gros auf den Ort

Seit Anfang des vergangenen Jahrhunderts besuchten zahlreiche Künstler (Maler, Schriftsteller, Musiker und Filmschauspieler)  wie  Peter Ustinov, Ava Gardner, Pablo Picasso, Laura Riding sowie Santiago Rusiñol, Daevid Allen, Andrew Lloyd Webber, Mati Klarwein, Kevin Ayers, Pierce Brosnan und Anaïs Nin den Ort und verhalfen Deià zum Beinamen „Künstlerdorf Mallorcas“. Manche davon, etwa Robert von Ranke-Graves, wählen Deià zum ständigen Wohnsitz. In dem Ort lebten auch Persönlichkeiten wie Ramon Llull oder Erzherzog Ludwig Salvator von Österreich-Toskana.
In den 1980er Jahren erwarb der britische Unternehmer und Milliardär Richard Branson am nördlichen Ortsrand das Nobelhotel La Residencia. Im Sog von Branson, dem  u. a. die Plattenfirma Virgin gehörte, kamen vornehmlich britische Rockstar nach Deià, u. a. Eric Clapton, Charlie Watts und Elton John. Auch Diana, Princess of Wales logierte mehrmals im La Residencia. Westlich von Deià  kaufte der amerikanische Filmschauspieler Michael Douglas die Finca S’Estaca. Sie alle suchten in dem damals noch wenig vom Tourismus berührten Ort nach Inspiration, Ruhe und Erholung.
Am 20. Juli 2006 wurde ein Robert-Graves-Museum eröffnet. In der 1932 von Robert von Ranke-Graves erbauten und zur Eröffnung restaurierten Finca Ca n’Alluny geben Originalmanuskripte und persönliche Gegenstände Einblick in Leben und Werk des britischen Schriftstellers.

## Sehenswürdigkeiten

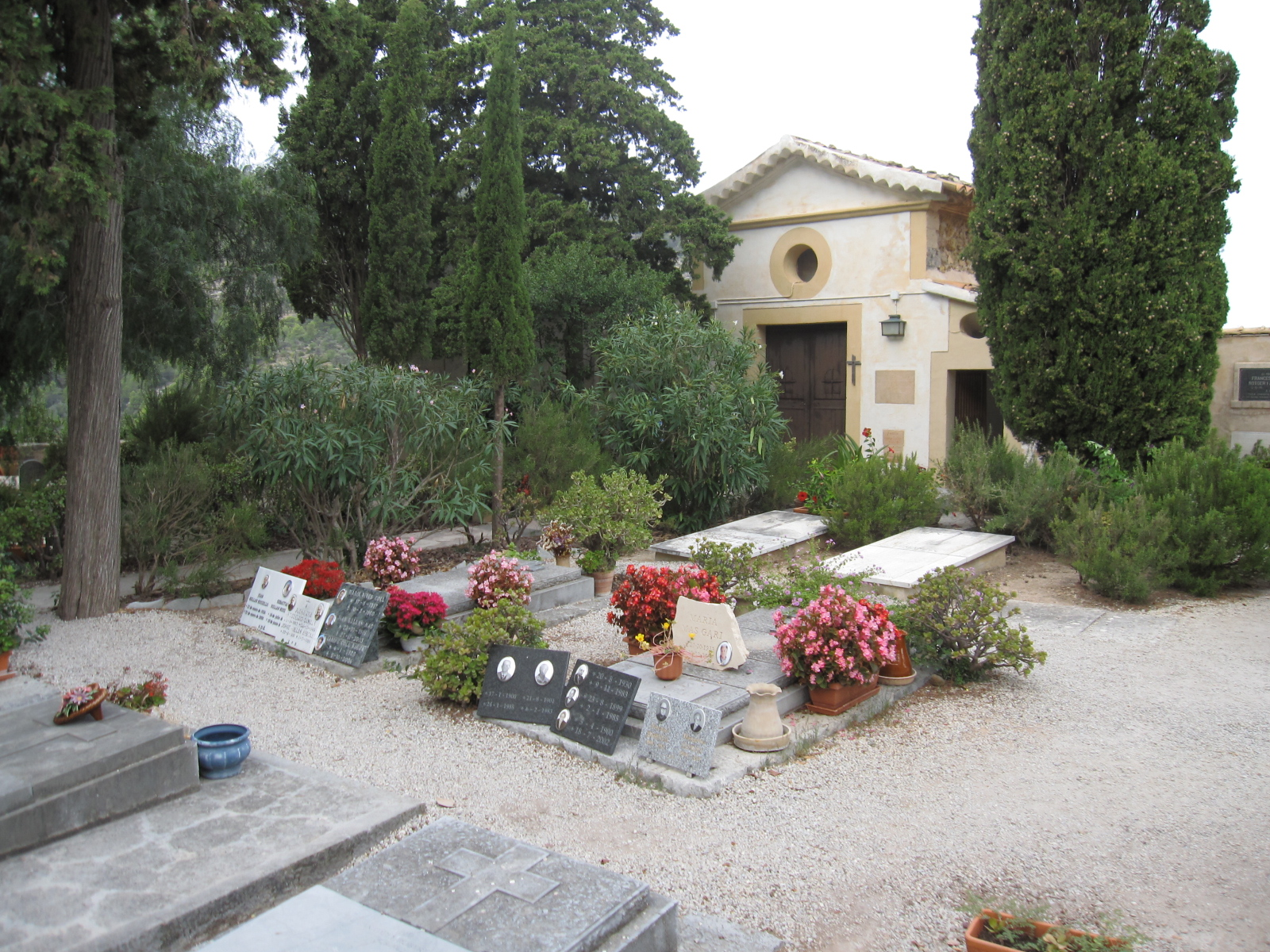
Friedhof vor der Pfarrkirche

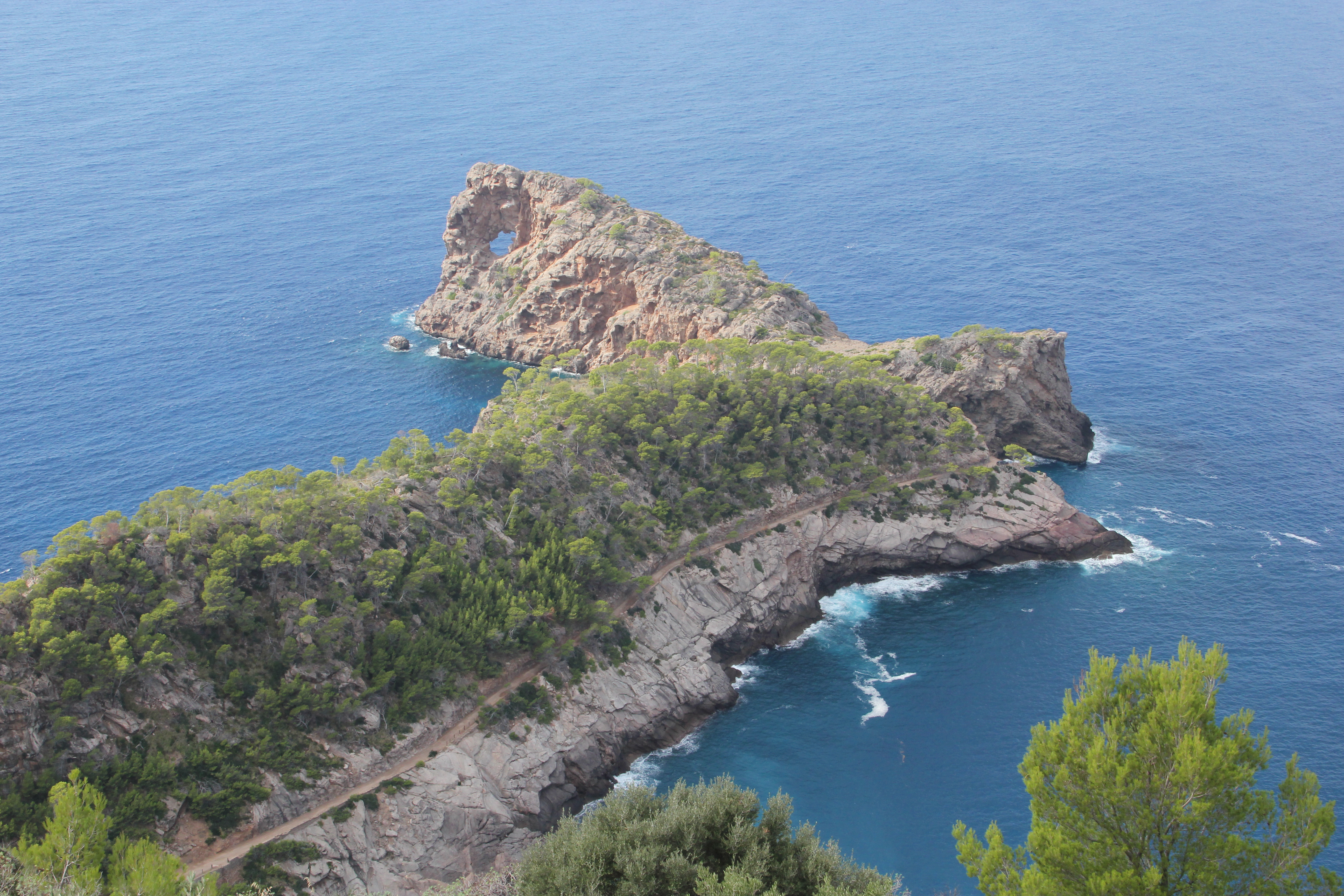
Halbinsel Sa Foradada, gesehen von Son Marroig

Auf dem höchsten Punkt des Hügels steht die Johannes dem Täufer geweihte Pfarrkirche Sant Joan Baptista. Der ursprüngliche Kirchenbau aus dem 16. Jahrhundert wurde durch einen Brand zerstört, das heutige Aussehen geht auf das Jahr 1760 zurück. Wie Erzherzog Ludwig Salvator berichtet, war der Glockenturm während des Gottesdienstes früher immer mit einem Wachposten besetzt, damit die in der Kirche versammelten Gläubigen vor eventuell nahenden maurischen Piratenschiffen gewarnt werden konnten. Auf dem kleinen Friedhof vor der Kirche befindet sich u. a. das Grab von Robert von Ranke-Graves.
Weitere interessante Orte sind:
- La Casa de Robert Graves (als Museum zugängliches ehemaliges Wohnhaus des Dichters)
- Museu Arqueològic (derzeit geschlossen)
- Torre de sa Pedrissa (Wehrturm aus dem Jahr 1614)
- Monestir de Miramar (um 1276 von Ramon Llull gegründetes Kloster)
- Son Marroig (als Museum zugängliches Anwesen)
- Sa Foradada (Halbinsel mit großem Felsloch)
- Can Forcimay (Herrenhaus aus dem 17. Jahrhundert)
- Ca l’Abat (von Franziskanermönchen um 1619 erbauter Gebäudekomplex mit erhaltenem Wehrturm)[8]
- Cova de Betlem (Höhle, nicht zugänglich)

Zu Deià gehört auch der kleine sehenswerte Ort Llucalcari mit der Kapelle De la Mare de Déu. Er liegt unterhalb von der Ma-10 etwa 2,5 km nördlich des Hauptortes. Der Name des Dorfes ist lateinischer und arabischer Herkunft und kann mit „Dorf am Wald“ übersetzt werden.

## Strände

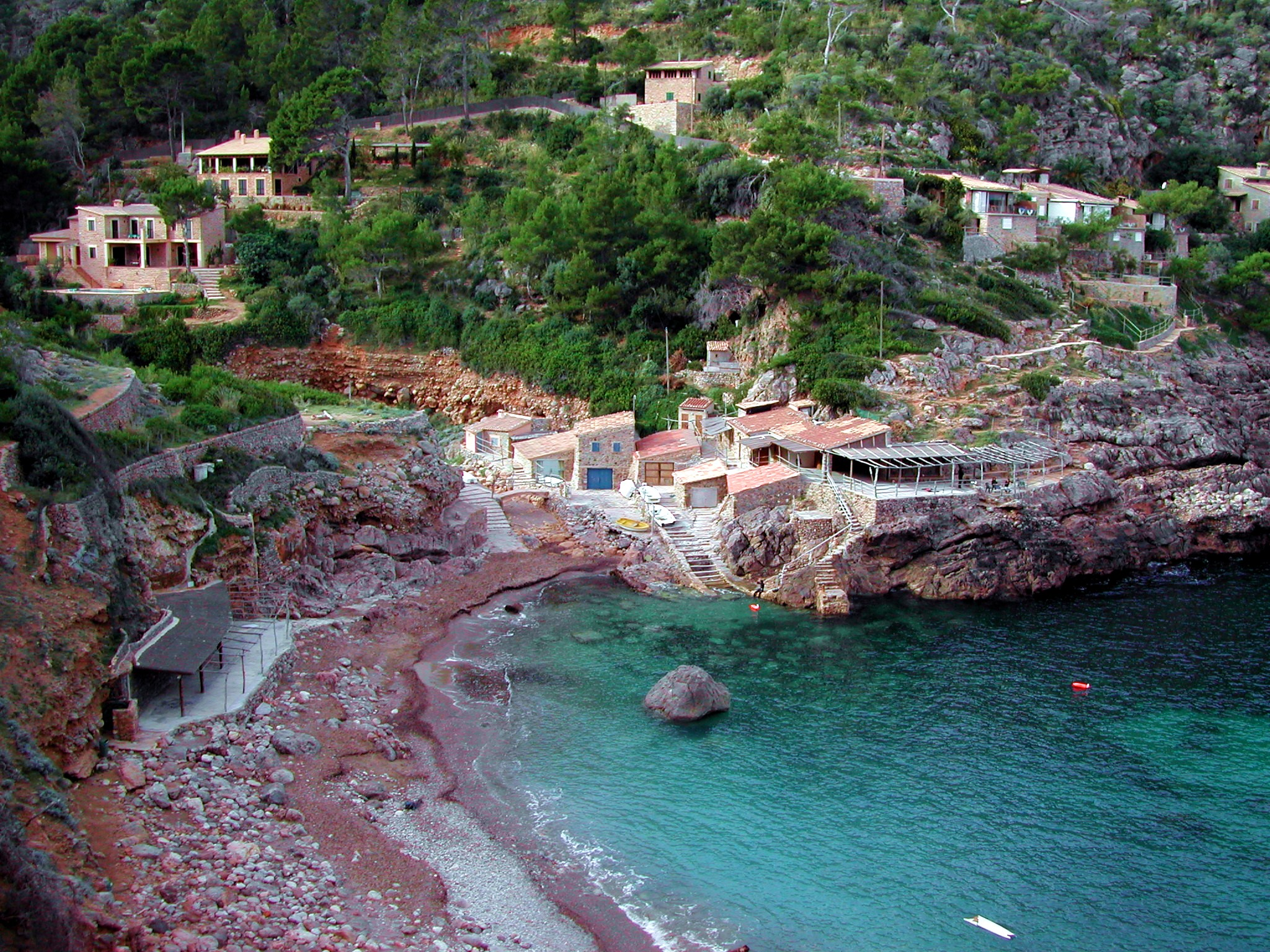
Cala Deià

Deià verfügt über zwei eher bescheidene Strände. Drei Kilometer unterhalb des Dorfes befindet sich die kleine Kieselsteinbucht Cala de Deià mit zu Bootsgaragen ausgebauten Natursteinhöhlen. Cala de Deià liegt zwischen Punta de Son Beltran und Sa Pedrissa, an der ein
Wehrturm steht, von dem früher nach vor der Küste kreuzenden Piratenschiffen Ausschau gehalten wurde. Die von hohen Felswänden umgebene Bucht ist mit Garrigue und Aleppo-Kiefern bewachsen und endet in einem halbkreisförmigen Strand, in den ein Wildbach mündet. Grober Sand und Kies bilden den stark abfallenden Strand. An der Westseite befinden sich ein kleiner Landungssteg (escars) und drei urige Fischlokale.
Es Canyaret ist auch bekannt unter dem Namen Platja de Llucalcari. Felsen, Kiesel und Kies bilden den Strand dieser kleinen Bucht, die zum Baden gut geeignet ist, nicht hingegen zum Ankern, da sie gegen die Nordwinde offen und von aus dem Wasser ragenden Felsen durchsetzt ist. In der unmittelbaren Umgebung sprudelt neben einem Feigenbaum eine Süßwasserquelle. Außerdem gibt es in der Nähe der Küste gegen Nordost, nur vom Meer aus zu sehen, sa Cova Fosca, eine zum Meer hin geöffnete Grotte in den steilen Felswänden.

## Wanderwege

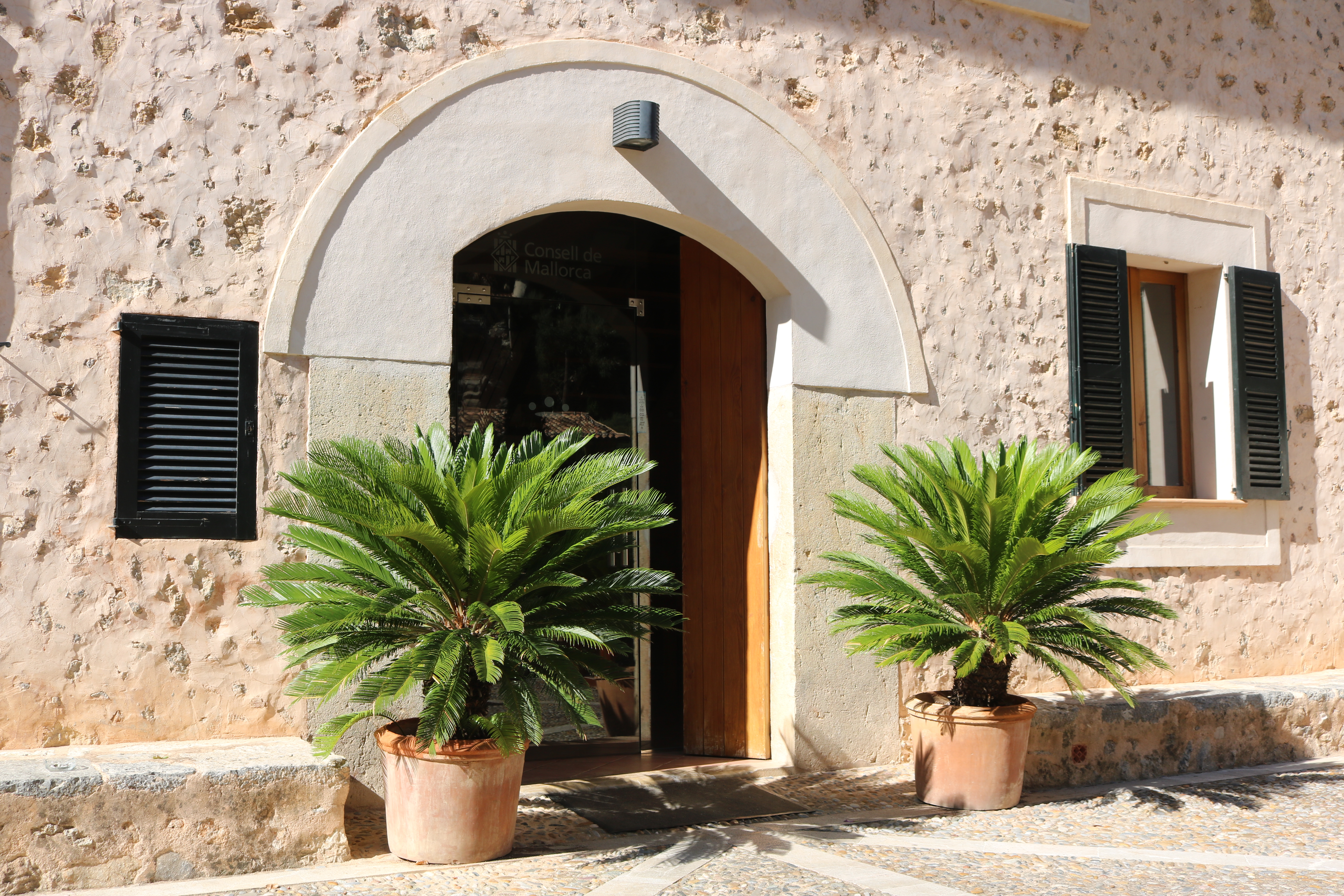
Wanderherberge Can Boi

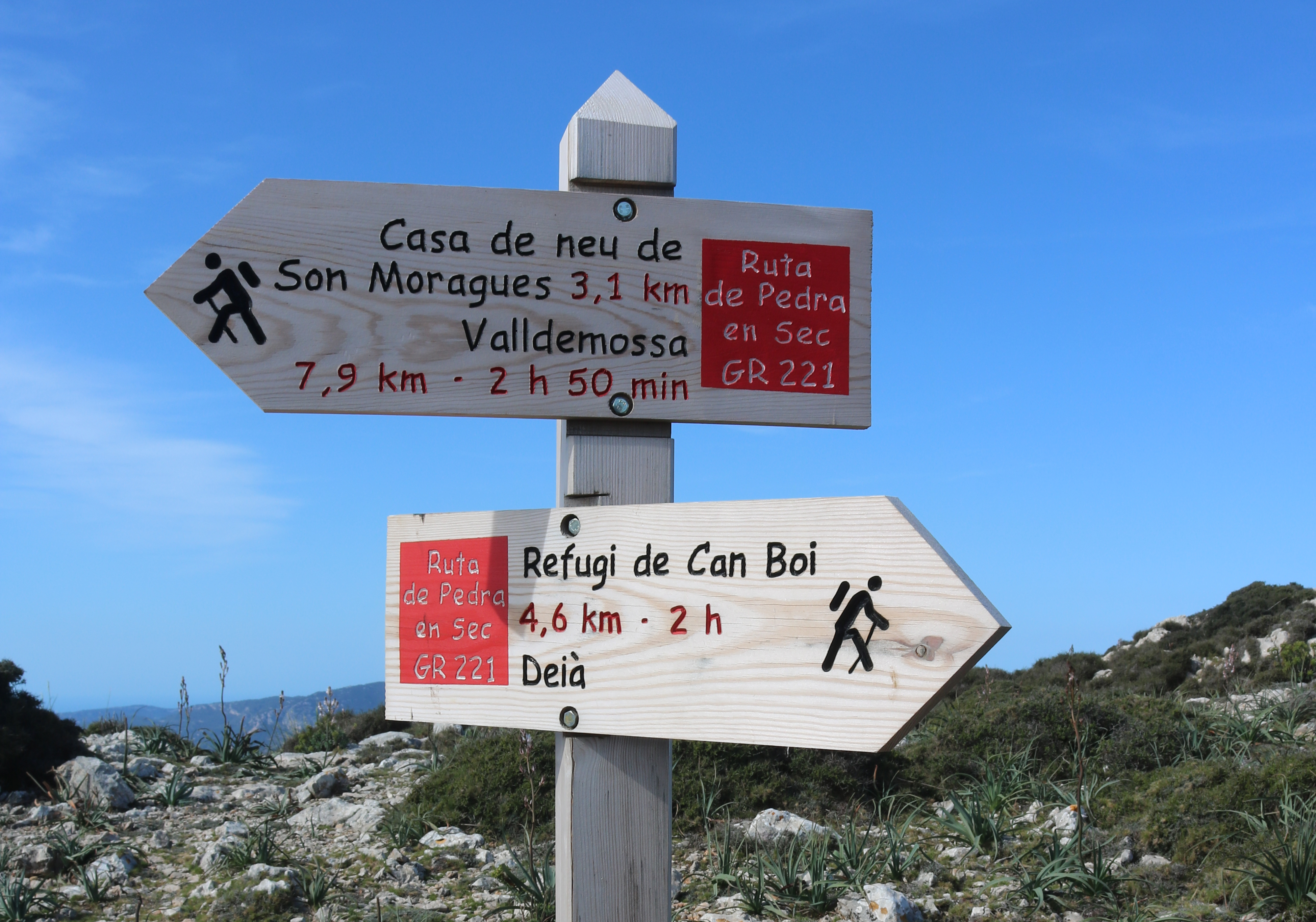
Wanderschild am GR 221 von Deià nach Valldemossa

Deià ist Etappenort am Fernwanderweg GR 221, der die Serra de Tramuntana der Länge nach vom äußersten Südwesten bis nach Port de Pollença im Nordosten durchquert. Wanderer finden in der Berghütte Refugi Can Boi im Ortsteil es Clot eine günstige Übernachtungsmöglichkeit. Nordöstlich von Deià wird in 3½ Stunden der Refugi de Muleta erreicht, nach Nordwesten kann auf dem GR 221 in 4½ Stunden nach Valldemossa gewandert werden.
Eine beliebte Kurzwanderung führt auf dem Cami des Ribassos an alten Waschhäusern vorbei zur Badebucht Cala de Deià hinab, von der auch der alte Wehrturm Torre de sa Pedrissa erreicht werden kann.
Auf dem alten Dorfverbindungsweg Camí de Castelló kommt man in drei Stunden nach Sóller, auf halbem Weg gibt es in Son Mico eine aussichtsreiche Einkehrmöglichkeit. Weitere Wanderziele in der Nähe sind der Ortsteil Llucalcari, die Halbinsel Sa Foradada sowie der von Erzherzog Ludwig Salvator von Österreich-Toskana in der zweiten Hälfte des 19. Jahrhunderts angelegte Reitweg Camí des Arxiduc.

## Deià als Drehort
- Die Cala de Deià diente als Drehort für den Kinofilm Das Böse unter der Sonne (1982) nach dem gleichnamigen Kriminalroman von Agatha Christie mit Peter Ustinov in der Hauptrolle des Privatdetektivs Hercule Poirot.
- Die Hotels Es Molí und La Residencia waren Schauplatz der von Wolfgang Rademann für das ZDF und ORF produzierte Serie Hotel Paradies. Die 1990 ausgestrahlten 27 Folgen erreichten in Deutschland und Österreich ein Millionenpublikum, viele Zuschauer besuchten daraufhin Deià, um die Original-Schauplätze zu sehen.
- Für den britischen Kriminalfilm The Infiltrator (2016) wurde in der Cala de Deià gedreht.
- 2016 drehte die spanische Großbrauerei Damm S.A. für die Biermarke Estrella Damm einen Werbespot in der Cala de Deià.

## Feste
- Seit 1978 findet im Juli und August jeden Jahres das Kammermusikfestival Festival International de Música de Deià statt.

## Trivia
Seit 2020 ist es nach einer Verordnung des Rathauses von Deiá verboten, die Gräber des örtlichen Friedhofs mit Plastikblumen zu schmücken.

## Persönlichkeiten
- Vicente Reynés (* 1981), Radrennfahrer

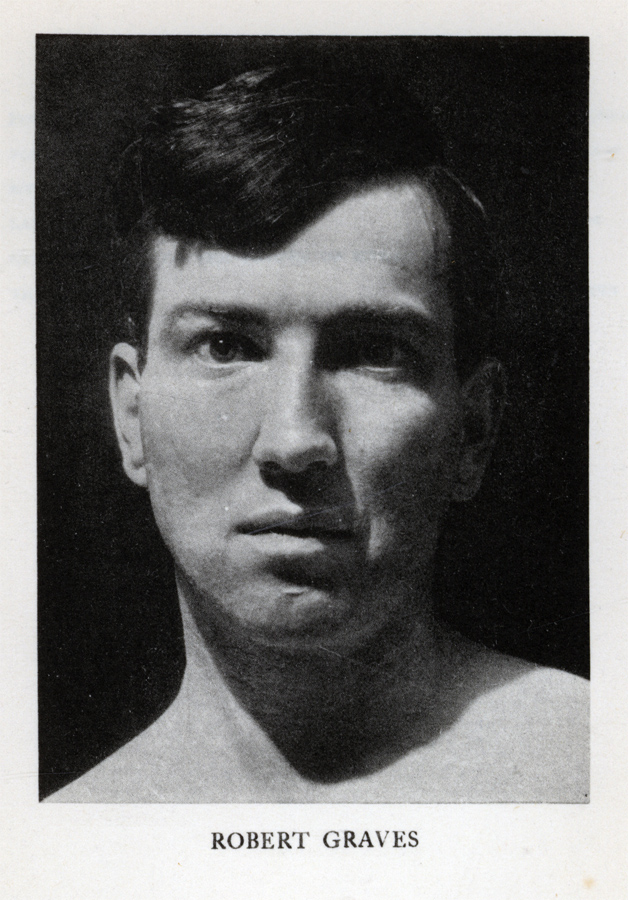
Robert Graves (1929)

Auf dem Friedhof von Deià sind beigesetzt:
- Antoni Gelabert (* 1877; † 1932) mallorquinischer Maler
- Robert von Ranke-Graves; (* 1895; † 1985) britischer Schriftsteller und Dichter
- Ulrich Leman (* 1885;  † 1988) deutscher Maler
- Hans Poppelreuther (* 1885; † 1965) deutscher Maler
- Antoni Ribas Prats (* 1845; † 1911) mallorquinischer Maler